# Cryptocentroides insignis
Cryptocentroides insignis es una especie de peces de la familia de los Gobiidae en el orden de los Perciformes.

## Morfología
- Los machos pueden llegar a alcanzar los 8,6 cm de longitud total.
- Las  hembras tienen numerosas manchas de color rojo y los machos de color azul.[1][2]

## Hábitat
Es un pez de Clima tropical y asociado a los  arrecifes de coral. 

## Distribución geográfica
Se encuentra en el Pacífico occidental: desde  Java hasta las Islas Salomón, las Islas Yaeyama y Pohnpei (la Micronesia).

## Observaciones
Es inofensivo para los humanos. 